# 國淵
國淵（2世纪—3世纪），字子尼，樂安郡益县人，三國時期曹魏官吏。漢末經學大師鄭玄的高足，曾跟從管寧、邴原避亂遼東，後來歸魏為臣。

## 生平
國淵歸曹後，曹操任其為司空掾，而國淵亦忠於職守，在朝議上討論問題時，經常厲言疾色，敢於發言，正直無私。曹操推行屯田制，令國淵負責處理屯田事宜。國淵發揮其管理才能，多方面平衡政策利害，將屯田的土地分配給人民，又按照人民比例安排吏員跟進，更列明屯田的各項實行措施，短短五年間就令到國家倉廩豐實，百姓亦能安居樂業。
曹操征伐關中，留國淵作後勤，擔任居府長史，統攝府中諸事。不久，田银、苏伯於河間造反，將軍賈信破之，田銀屬下千餘人眾請求投降，程昱勸曹操不誅降眾，國淵亦認為請降餘黨並非首惡，為其求赦，結果這千餘人都得以保命。在紀錄戰事的文書中，按照常規，戰功往往會誇大十倍，即「殺一人」會寫成「殺十人」，但國淵在呈報是次平亂一役所斬獲的首級數量時，卻只是如實上報。曹操問其原因，國淵便說：「國家征討外寇時，誇示斬獲賊首的數字，可以增長軍隊的威勢，亦可振奮國民之心。但如今河間屬國境之內，田銀等人的造反是內亂，雖然平亂亦是一種戰功，但這畢竟不是一件榮耀的事，我深為國有內亂而感到羞恥。」曹操十分欣賞他的言論，於是升國淵為魏郡太守。
後來國淵任職太僕，位列九卿，最後卒於任內。

## 特徵
當時有人上投匿名書刊對朝廷作出誹謗，曹操十分不滿，一定要知道這份謗書的作者。國淵奏請曹操保留謗書的真本，而不向外宣佈。
國淵發現那本書有十分多的句子引用自東漢張衡的《二京賦》，於是敕令功曹：「此處既為一大郡，而且在京城都輦之間，但有學問的人卻很少。應該大肆獎掖後進少年，令他們拜這些有學之士為師，得以求學。」功曹即差遣三個人去執行任務，在派出使者之前，國淵先引見他們，訓戒說：「喜歡學習而未有所成的你們聽著，《二京賦》可說是一篇博物的作品，可是世人卻對其有所忽略，以致能訓研《二京賦》的人甚少，你們盡量尋求能讀此賦的人，並且向其求授業藝吧。」
不久，使者們便找到了精通《二京賦》的人，於是向此人求學。吏員請此人寫作手箋，國淵憑箋上文字與之前的謗書字樣作比較，發覺這個人的筆跡果然與投謗書者相同。於是收押此人，加以勘問，終於得知事情的真相。
從這件事可以看出，國淵除了是一個治國能臣之外，亦心思細密，具備偵探的頭腦。而且他畢生布衣蔬食，俸祿都散給舊故宗族，平日都以恭儉自守，甚有仁者之風。

## 評價
- 陳壽評：「袁渙、邴原、張範躬履清蹈，進退以道，蓋是貢禹、兩龔之匹。涼茂、國淵亦其次也。」
- 鄭玄：「國子尼，美才也，吾觀其人，必為國器。」
- 《魏書》：「淵篤學好古，在遼東，常講學於山巖，士人多推慕之，由此知名。」

## 家庭

### 子
- 國泰，曹操任為郎。

## 延伸阅读
[在维基数据编辑]
 《三國志·卷11》，出自陳壽《三國志》